# Almada (freguesia)
Almada is een plaats (freguesia) in de Portugese gemeente Almada en telt 19 514 inwoners (2001).